# Engeldeu
Engeldeu o Engildeu (esmentat vers 878-895) va ser marcgravi de Baviera de 890 a 895.
La primera referència a Engeldeu data del 3 de desembre de 878, quan ja era comes (comte), ja que en aquesta data el rei Carloman va atorgar terres al pagus "Tonageuue" del comte Engeldeu, a un sacerdot anomenat Iob. El 889 el rei Arnulf de Caríntia va concedir terres a "Phuncina" (del llatí Pons Aeni, modern Innsbruck) al pagus de Nordgau al comtat de Engeldeu a un cert Gotahelm, vassall d'Engeldeu.
L'any 895 el registre dels Annales Fuldenses diu que "Engildieo marchensis Baioariorum" (Engeldeu, marcgravi dels bavaresos) va ser privat dels seus beneficis i destituït del seu càrrec, i substituït per Liutpold. Al mateix temps els registres de l'analista esmenten que Hildegarda, filla de Lluís el Jove, va ser acusada d'actuar de manera infidel cap al rei Arnulf i privada dels seus beneficis (Publicis honoribus). El 5 de maig del mateix any Arnulf havia hagut d'intervenir per tornar algunes terres il·legalment preses a Megingoz, un vassall d'Erquembold, bisbe d'Eichstätt, per Engeldeu i Hildegarda. Això últim estableix que aquests dos estaven actuant en concert al mateix temps que tots dos van ser privats de càrrecs públics a Baviera suggereix que eren aliats en contra dels interessos del rei. Potser eren parents o potser estaven compromesos en una aventura. L'acció del rei es justificava pel "judici dels francs, bavaresos, saxons i alemanys."